# Associazione Calcio Hellas Verona 1981-1982
Questa voce raccoglie le informazioni riguardanti l'Associazione Calcio Hellas Verona nelle competizioni ufficiali della stagione 1981-1982.

## Stagione

Da sinistra: il tecnico Osvaldo Bagnoli e l'attaccante Domenico Penzo, tra i protagonisti della promozione.

Nella stagione 1981-82 arriva a Verona l'allenatore Osvaldo Bagnoli e con lui inizia un breve ciclo che rimarrà indelebile nella storia dell'Hellas. 
Per la prima volta nella storia appare uno sponsor ufficiale: la Canon, azienda giapponese produttrice di stampanti, fotocopiatrici e macchine fotografiche che segna, inoltre, l'ingresso in società di Ferdinando Chiampan (imprenditore e importatore per l'Italia del marchio) che divenne proprietario del club dalla stagione successiva acquistando il pacchetto di maggioranza, preservando nel ruolo di presidente Guidotti.
Con Bagnoli si ritorna subito in Serie A. Chiuso il girone di andata a 21 punti, con alcuni punti di ritardo su Varese e Pisa, nel ritorno l'Hellas fa meglio di tutti: 27 punti e primo posto in classifica, la matematica promozione avviene il 30 maggio nella vittoria casalinga per 4-2 contro il Catania.
Grandi protagonisti della scalata veronese le due punte: Domenico Penzo che mette a segno 16 reti, 2 in Coppa Italia e 14 in campionato, e Mauro Gibellini con 13 reti.
Nella Coppa Italia il Verona supera il girone 3 di qualificazione, contendendo all'Inter il primato. Arrivano entrambe a 6 punti, ma passa ai quarti di finale la squadra milanese grazie alla miglior differenza reti.

## Divise e sponsor

Il Verona in campo con la seconda divisa gialla nella trasferta di Pistoia del 13 dicembre 1981

A partire dalla stagione, il fornitore di materiale fu Adidas. Da qui le divise iniziano ad essere sponsorizzate, in tal caso da Canon.
| Casa | Trasferta |

## Rosa
| N. |                   | Ruolo | Calciatore             |
| -- | ----------------- | ----- | ---------------------- |
|    | Italia (bandiera) | P     | Claudio Garella        |
|    | Italia (bandiera) | P     | Alberto Torresin       |
|    | Italia (bandiera) | P     | Aldo Vannoli           |
|    | Italia (bandiera) | D     | Alberto Cavasin        |
|    | Italia (bandiera) | D     | Sergio Guidotti        |
|    | Italia (bandiera) | D     | Franco Ipsaro Passione |
|    | Italia (bandiera) | D     | Giuseppe Lelj          |
|    | Italia (bandiera) | D     | Emidio Oddi            |
|    | Italia (bandiera) | D     | Roberto Tricella       |
|    | Italia (bandiera) | C     | Antonio Di Gennaro     |

| N. |                   | Ruolo | Calciatore          |
| -- | ----------------- | ----- | ------------------- |
|    | Italia (bandiera) | C     | Adriano Fedele      |
|    | Italia (bandiera) | C     | Francesco Guidolin  |
|    | Italia (bandiera) | C     | Mauro Marmaglio     |
|    | Italia (bandiera) | C     | Carlo Odorizzi      |
|    | Italia (bandiera) | C     | Giacomo Piangerelli |
|    | Italia (bandiera) | C     | Pellegrino Valente  |
|    | Italia (bandiera) | A     | Sauro Fattori       |
|    | Italia (bandiera) | A     | Mauro Gibellini     |
|    | Italia (bandiera) | A     | Luigi Manueli       |
|    | Italia (bandiera) | A     | Domenico Penzo      |

## Risultati

### Serie B

#### Girone di andata
| Arbitro: | Tubertini (Bologna) |

|                         |           |             |
| Sartori 38’ Biagini 84’ | Marcatori | Fattori 48’ |

| Arbitro: | Pairetto (Torino) |

|                      |           |  |
| Gibellini 35’ (rig.) | Marcatori |  |

| Perugia 27 settembre 1981 3ª giornata | Perugia         | 0 – 0 referto | Verona | Stadio Renato Curi\| Arbitro: \| Magni (Bergamo) \| |
| Arbitro:                              | Magni (Bergamo) |               |        |                                                     |

| Arbitro: | Giaffreda (Roma) |

|             |           |            |
| Fattori 16’ | Marcatori | Finardi 6’ |

| Arbitro: | Altobelli (Roma) |

|           |           |  |
| Auteri 5’ | Marcatori |  |

| Arbitro: | Tani (Livorno) |

|                         |           |  |
| Fattori 40’ Cavasin 81’ | Marcatori |  |

| Arbitro: | Patrussi (Arezzo) |

|  |           |              |
|  | Marcatori | Guidolin 81’ |

| Arbitro: | Menicucci (Firenze) |

|                                       |           |                                            |
| Odorizzi 38’ Gibellini 53’ (rig.) 73’ | Marcatori | Garella 28’ (aut.) De Rosa 30’ Ronzani 66’ |

| Arbitro: | Magni (Bergamo) |

|              |           |  |
| Guidolin 87’ | Marcatori |  |

| Foggia 15 novembre 1981 10ª giornata | Foggia             | 0 – 0 referto | Verona | Stadio Pino Zaccheria\| Arbitro: \| Lombardo (Marsala) \| |
| Arbitro:                             | Lombardo (Marsala) |               |        |                                                           |

| Arbitro: | Giaffreda (Roma) |

|               |           |  |
| Gibellini 41’ | Marcatori |  |

| Ferrara 29 novembre 1981 12ª giornata | SPAL              | 0 – 0 referto | Verona | Stadio comunale\| Arbitro: \| Parussini (Udine) \| |
| Arbitro:                              | Parussini (Udine) |               |        |                                                    |

| Arbitro: | Redini (Pisa) |

|                                    |           |             |
| Penzo 5’ Manueli 21’ Gibellini 85’ | Marcatori | Bilardi 55’ |

| Arbitro: | Altobelli (Roma) |

|                                 |           |                            |
| Desolati 35’ 54’ 75’ Capone 46’ | Marcatori | Guidolin 36’ Gibellini 89’ |

| Arbitro: | Bergamo (Livorno) |

|              |           |          |
| Odorizzi 33’ | Marcatori | Vullo 9’ |

| Arbitro: | Lanese (Messina) |

|                          |           |  |
| D'Amico 61’ Vagheggi 82’ | Marcatori |  |

| Arbitro: | Prati (Parma) |

|                          |           |           |
| Morra 14’ Cantarutti 75’ | Marcatori | Penzo 72’ |

| Arbitro: | Angelleli (Terni) |

|                             |           |            |
| Di Gennaro 41’ Odorizzi 59’ | Marcatori | Amenta 58’ |

| Brescia 24 gennaio 1982 19ª giornata | Brescia          | 0 – 0 referto | Verona | Stadio Mario Rigamonti\| Arbitro: \| Vitali (Bologna) \| |
| Arbitro:                             | Vitali (Bologna) |               |        |                                                          |

#### Girone di ritorno
| Arbitro: | Giaffreda (Roma) |

|                            |           |  |
| Odorizzi 43’ Penzo 68’ 77’ | Marcatori |  |

| Pisa 14 febbraio 1982 21ª giornata | Pisa          | 0 – 0 referto | Verona | Stadio Arena Garibaldi\| Arbitro: \| Lops (Torino) \| |
| Arbitro:                           | Lops (Torino) |               |        |                                                       |

| Verona 21 febbraio 1982 22ª giornata | Verona        | 0 – 0 referto | Perugia | Stadio Marcantonio Bentegodi\| Arbitro: \| Prati (Parma) \| |
| Arbitro:                             | Prati (Parma) |               |         |                                                             |

| Arbitro: | Pieri (Genova) |

|            |           |                                                                     |
| Bonomi 20’ | Marcatori | Penzo 33’ 41’ Ipsaro Passione 60’ Gibellini 73’ Guidolin 83’ (rig.) |

| Arbitro: | Menegali (Roma) |

|                                       |           |               |
| Guidolin 26’ Gibellini 73’ 79’ (rig.) | Marcatori | Braghin 90+2’ |

| Arbitro: | Lombardo (Marsala) |

|                       |           |                    |
| Speggiorin 53’ (rig.) | Marcatori | Penzo 19’ Oddi 90’ |

| Arbitro: | Magni (Bergamo) |

|                                   |           |  |
| Guidolin 25’ Gibellini 37’ (rig.) | Marcatori |  |

| Arbitro: | Vitali (Bologna) |

|               |           |           |
| Bresciani 70’ | Marcatori | Penzo 31’ |

| Arbitro: | Bianciardi (Siena) |

|             |           |  |
| De Rosa 62’ | Marcatori |  |

| Arbitro: | Angelelli (Terni) |

|                             |           |                   |
| Fattori 2’ Penzo 47’ (rig.) | Marcatori | Bordon 11’ (rig.) |

| Reggio Emilia 18 aprile 1982 30ª giornata | Reggiana          | 0 – 0 referto | Verona | Stadio Mirabello\| Arbitro: \| Pairetto (Torino) \| |
| Arbitro:                                  | Pairetto (Torino) |               |        |                                                     |

| Arbitro: | Benedetti (Roma) |

|           |           |  |
| Penzo 25’ | Marcatori |  |

| Arbitro: | Lombardo (Marsala) |

|                |           |  |
| Ceramicola 58’ | Marcatori |  |

| Arbitro: | Vitali (Bologna) |

|                             |           |              |
| Gibellini 5’ Di Gennaro 61’ | Marcatori | Desolati 50’ |

| Genova 16 maggio 1982 34ª giornata | Sampdoria       | 0 – 0 referto | Verona | Stadio Luigi Ferraris\| Arbitro: \| Menegali (Roma) \| |
| Arbitro:                           | Menegali (Roma) |               |        |                                                        |

| Arbitro: | Lo Bello (Siracusa) |

|                                   |           |                          |
| Penzo 5’ Gibellini 66’ (rig.) 71’ | Marcatori | Vagheggi 13’ D'Amico 42’ |

| Arbitro: | Pairetto (Torino) |

|                                  |           |                          |
| Guidolin 13’ Penzo 36’, 49’, 84’ | Marcatori | Cantarutti 48’ Vella 56’ |

| Pescara 6 giugno 1982 37ª giornata | Pescara       | 0 – 0 referto | Verona | Stadio Adriatico\| Arbitro: \| Longhi (Roma) \| |
| Arbitro:                           | Longhi (Roma) |               |        |                                                 |

| Arbitro: | Falzier (Treviso) |

|              |           |              |
| Guidolin 49’ | Marcatori | Lazzarin 70’ |

### Coppa Italia

#### Fase a gironi
| Arbitro: | Redini (Pisa) |

|               |           |  |
| Penzo 17’ 43’ | Marcatori |  |

| Arbitro: | Prati (Parma) |

|                         |           |  |
| Baresi 6’ Altobelli 84’ | Marcatori |  |

| 30 agosto 1981 3ª giornata |  | – Riposo |  |  |

| Arbitro: | Benedetti (Roma) |

|                            |           |  |
| Di Gennaro 32’ Fattori 85’ | Marcatori |  |

| Arbitro: | Tani (Livorno) |

|             |           |                                          |
| Capuzzo 87’ | Marcatori | Di Gennaro 16’ Guidolin 34’ Odorizzi 77’ |

## Statistiche

### Statistiche di squadra
| Competizione | Punti | In casa | In casa | In casa | In casa | In casa | In casa | In trasferta | In trasferta | In trasferta | In trasferta | In trasferta | In trasferta | Totale | Totale | Totale | Totale | Totale | Totale | DR  |
| Competizione | Punti | G       | V       | N       | P       | Gf      | Gs      | G            | V            | N            | P            | Gf           | Gs           | G      | V      | N      | P      | Gf     | Gs     | DR  |
| ------------ | ----- | ------- | ------- | ------- | ------- | ------- | ------- | ------------ | ------------ | ------------ | ------------ | ------------ | ------------ | ------ | ------ | ------ | ------ | ------ | ------ | --- |
| Serie B      | 48    | 19      | 14      | 5       | 0       | 36      | 15      | 19           | 3            | 9            | 7            | 13           | 16           | 38     | 17     | 14     | 7      | 49     | 31     | +18 |
| Coppa Italia | 6     | 2       | 2       | 0       | 0       | 4       | 0       | 2            | 1            | 0            | 1            | 3            | 3            | 4      | 3      | 0      | 1      | 7      | 3      | +4  |
| Totale       |       | 21      | 16      | 5       | 0       | 40      | 15      | 21           | 4            | 9            | 8            | 16           | 19           | 42     | 20     | 14     | 8      | 56     | 34     | +22 |

### Statistiche dei giocatori
| Giocatore      | Serie B  | Serie B | Serie B     | Serie B    | Coppa Italia | Coppa Italia | Coppa Italia | Coppa Italia | Totale   | Totale | Totale      | Totale     |
| Giocatore      | Presenze | Reti    | Ammonizioni | Espulsioni | Presenze     | Reti         | Ammonizioni  | Espulsioni   | Presenze | Reti   | Ammonizioni | Espulsioni |
| -------------- | -------- | ------- | ----------- | ---------- | ------------ | ------------ | ------------ | ------------ | -------- | ------ | ----------- | ---------- |
| A. Cavasin     | 37       | 1       | ?           | ?          | 4            | 0            | ?            | ?            | 41       | 1      | ?           | ?          |
| A. Di Gennaro  | 33       | 2       | ?           | ?          | 4            | 2            | ?            | ?            | 37       | 4      | ?           | ?          |
| S. Fattori     | 28       | 4       | ?           | ?          | 3            | 1            | ?            | ?            | 31       | 5      | ?           | ?          |
| A. Fedele      | 25       | 0       | ?           | ?          | 1            | 0            | ?            | ?            | 26       | 0      | ?           | ?          |
| C. Garella     | 30       | -24     | ?           | ?          | 4            | -3           | ?            | ?            | 34       | -27    | ?           | ?          |
| M. Gibellini   | 33       | 13      | ?           | ?          | 4            | 0            | ?            | ?            | 37       | 13     | ?           | ?          |
| F. Guidolin    | 32       | 8       | ?           | ?          | 4            | 1            | ?            | ?            | 36       | 9      | ?           | ?          |
| S. Guidotti    | 8        | 0       | ?           | ?          | -            | -            | -            | -            | 8        | 0      | 0+          | 0+         |
| F. Ipsaro      | 17       | 1       | ?           | ?          | -            | -            | -            | -            | 17       | 1      | 0+          | 0+         |
| G. Lelj        | 24       | 0       | ?           | ?          | 4            | 0            | ?            | ?            | 28       | 0      | ?           | ?          |
| L. Manueli     | 31       | 1       | ?           | ?          | 4            | 0            | ?            | ?            | 35       | 1      | ?           | ?          |
| M. Marmaglio   | 16       | 0       | ?           | ?          | 1            | 0            | ?            | ?            | 17       | 0      | ?           | ?          |
| E. Oddi        | 34       | 1       | ?           | ?          | 4            | 0            | ?            | ?            | 38       | 1      | ?           | ?          |
| C. Odorizzi    | 32       | 4       | ?           | ?          | 4            | 1            | ?            | ?            | 36       | 5      | ?           | ?          |
| D. Penzo       | 31       | 14      | ?           | ?          | 4            | 2            | ?            | ?            | 35       | 16     | ?           | ?          |
| G. Piangerelli | 7        | 0       | ?           | ?          | 3            | 0            | ?            | ?            | 10       | 0      | ?           | ?          |
| R. Tricella    | 36       | 0       | ?           | ?          | 4            | 0            | ?            | ?            | 40       | 0      | ?           | ?          |
| P. Valente     | 9        | 0       | ?           | ?          | -            | -            | -            | -            | 9        | 0      | 0+          | 0+         |
| A. Vannoli     | 10       | -7      | ?           | ?          | -            | -            | -            | -            | 10       | -7     | 0+          | 0+         |